# Žirov
Žirov (en allemand : Schirow) est une commune du district de Pelhřimov, dans la région de Vysočina, en République tchèque. Sa population s'élevait à 94 habitants en 2024.

## Géographie
Žirov se trouve à 8 km au nord-est de Pelhřimov, à 27 km à l'ouest-nord-ouest de Jihlava e à 93 km au sud-est de Prague.
La commune est limitée par Velký Rybník au nord, par Zachotín à l'est, par Pelhřimov au sud et à l'ouest.

## Histoire
La première mention écrite de la localité date de 1379.

## Transports
Par la route, Žirov se trouve à 9,3 km de Pelhřimov, à 27 km de Jihlava et à 100 km de Prague.